# Ганс-Йоахім Каппіс
Ганс-Йоахім Каппіс (нім. Hans-Joachim Kappis; 9 грудня 1908, Заальфельд — 31 грудня 1970, Кальбах) — німецький офіцер, гауптман резерву вермахту (квітень 1945). Кавалер Лицарського хреста Залізного хреста з дубовим листям.

## Біографія
В 1937/38 роках пройшов строкову службу у вермахті. В 1939 році призваний в армію і зарахований в 45-й піхотний полк 21-ї піхотної дивізії. Учасник Польської і Французької кампаній, а також Німецько-радянської війни, командир 8-ї роти свого полку. В 1945 році спочатку виконував обов'язки командира 1-го батальйону, а потім очолив 2-й батальйон свого полку. Відзначився у боях в Гайлігенбайльському котлі. Разом з дивізією відійшов в Німеччину і в квітні 1945 року здався британським військам у Фленсбурзі.

## Нагороди
- Залізний хрест
  - 2-го класу (30 серпня 1941)
  - 1-го класу (10 грудня 1942)
- Медаль «За зимову кампанію на Сході 1941/42»
- Нагрудний знак ближнього бою в сріблі
- Німецький хрест в золоті (8 вересня 1944)
- Лицарський хрест Залізного хреста з дубовим листям
  - лицарський хрест (18 лютого 1945)
  - дубове листя (№849; 28 квітня 1945)